# Digicom
Digicom Technologies Inc est une entreprise québécoise de télécommunications qui offre principalement des services d'Internet et de Voix sur réseau IP en utilisant une technologie de micro-ondes. Digicom développe et commercialise des réseaux d'accès Internet haute vitesse adaptés aux besoins du client.  Son équipe multidisciplinaire a développé un système unique de gestion virtuelle de réseaux intégrant la gestion automatisée.  Digicom construit et assure la surveillance de plusieurs réseaux inter-bâtiments pour ses clients industriels et institutionnels.

## Historique

### Les origines
Fondé en 1995[réf. nécessaire], par Gilles Boily finissant ingénieur informatique, Digicom a été l'un des premiers fournisseurs d'accès Internet au Saguenay-Lac-Saint-Jean.
Utilisant d'abord des modems téléphoniques, Digicom a branché l'ensemble de la MRC lac St-Jean Est a internet pendant pret de 7 ans.

### Depuis 1997
La technologie sans fil devient la solution privilégiée par Digicom pour atteindre ses objectifs de performance en vue de satisfaire sa clientèle.  L'entreprise fait alors ses propres recherches pour développer des produits technologiques fiables et peu coûteux.  Après avoir construit plusieurs réseaux desservant quelques milliers d'abonnés répartis dans plusieurs régions du Québec, Digicom a démontré son expertise et ses compétences dans la conception, la construction et la commercialisation de réseaux d'accès Internet sans fil.

## Principales réalisations

### MRCLe Haut-Richelieu
En 2007, l'organisme Développement Internet Haut-Richelieu a retenu les services de Digicom pour réaliser un réseau d'accès Internet sans fil couvrant l'ensemble du territoire rural.

### MRCMaria-Chapdelaine
En 2006, Digicom a ouvert un nouveau réseau rural de près de 400 km2 dans le secteur de la MRC Maria-Chapdelaine.

### MRCLac-Saint-Jean-Est
En 2005, le projet "Large bande" Lac-Saint-Jean-Est visait une couverture Internet haute vitesse sur 95 % de son territoire.  Le réseau a été réalisé à 100 % en sans fil sur un large territoire de 1 200 km2 relativement accidenté.

### MRCBas-St-Laurent
En 2003, Digicom fournit l'expertise, les équipements et l'installation d'un réseau sans fil réalisé pour le compte d'une entreprise locale, Microbranché.  Le réseau continue de se développer de manière autonome.
- Microbranche.com

### MRCLe Fjord-du-Saguenay
Depuis 2003, Digicom gère un réseau de 600 km2 dans le secteur de la MRC Le Fjord-du-Saguenay.

### MRC des Collines de l'Outaouais
Depuis 2015, Digicom gère un réseau de 1800 km2 dans les municipalités de Val-des-Monts et La Peche.

## Sources et liens externes
- « La Fédération Québécoise des Municipalités (FQM) »
- Site officiel de Digicom